# Giazira
Giazira (al-Jazīra in arabo ﺟﺰﻳﺮة‎?, Ǧazīra, "l'isola" o "la penisola") fu il nome con cui i geografi musulmani identificavano i territori della Mesopotamia settentrionale, siti fra il Tigri e l'Eufrate, che attualmente fanno parte della Siria settentrionale, dell'Iraq settentrionale e dell'Anatolia meridionale, con le città rispettivamente di Aleppo, Mossul e Harran, oltre a Deir el-Zor, al-Raqqa e Silvan (l'antica Mayyāfāriqīn), che fu importante all'epoca della dinastia hamdanide.
Era composta a nord dai distretti del Diyār Bakr, del Diyār Muḍar a ovest e del Diyār Rabīʿa a sud, così detti a causa del nome di tribù o raggruppamenti tribali arabi che colà avevano eletto la propria nuova residenza (in Lingua araba diyār è il plurale di dār, "casa", "abitazione", "sede").
Governata in età omayyade da appartenenti alla famiglia califfale regnante, la Jazira fu tendenzialmente restia ad accettare il potere abbaside e ospitò per questo la ribellione di ʿAbd Allāh b. ʿAlī, zio di al-Mansur, e poi di insurrezioni curde e kharigite.
L'area divenne importante con gli Hamdanidi e in seguito con gli Zengidi, trasformandosi nel primo effettivo nucleo di resistenza alle invasioni crociate della Siria-Palestina.
A causa delle sue cospicue capacità di coltivazione agricola (farina, riso, burro, olio di oliva, canna da zucchero, frutta fresca e secca, confetture, miele, carne, carbonella) e di altre varietà merceologicamente assai importanti, quali il sapone, i minerali ferrosi, i tessuti di lino, il cotone e la lana, la regione fu fortemente controllata dai Califfi abbasidi e poi dai vari governanti che si alternarono in Iraq.